# 臺灣-巴拉圭科技大學
臺灣-巴拉圭科技大學（西班牙語：Universidad Politécnica Taiwán Paraguay），簡稱：臺巴科技大學、臺巴科大、UPTP，是位於巴拉圭的一所科技大學，是由國立臺灣科技大學與巴拉圭政府合辦的公立大學。
臺巴科大設有四系，師資由國立臺灣科技大學支援，目前實體校舍尚未興建，首屆學生在畢業前有2年的學業在台灣進行。

## 校史與現況
臺巴科大緣於2017年，時任中華民國總統及巴拉圭總統的蔡英文及卡提斯，於建交60週年紀念會晤所立下的願景。2017年12月5日，時任中華民國駐巴拉圭大使及巴拉圭工商部長的俞大㵢及古斯塔沃·雷特簽署合作意向書。2018年5月31日，巴拉圭頒布第6.096/18號法律，臺巴科大正式成立。
2018年8月15日，臺巴科大預先開設數學及英文先修班，吸引超過四千人報名。先修班共四百個名額，並從先修班錄取一百個名額進入大學學程。
2019年3月12日，臺巴科大正式招收第一屆學生，共計正取108名，首屆109位學生於就學期間前2年使用奧運委員會場地上課，3月20日，臺巴科大正式開學。
2023年7月31日首屆學生畢業，計畫截至2023年已經運作5年。

## 教學單位
- 機電工程系
- 資訊工程系
- 土木工程系
- 工業工程系

## 外部連結
- Universidad Politecnica Taiwán Paraguay – Universidad （页面存档备份，存于）
- 臺灣-巴拉圭科技大學的X（前Twitter）